# Adidome

Adidome (alternativt Mafi Adidome) är en ort i sydöstra Ghana, belägen vid Voltafloden. Den är huvudort för distriktet Central Tongu, och folkmängden uppgick till 7 587 invånare vid folkräkningen 2010. Ortens namn betyder ungefär apbrödsträdskog på ewespråket.